# Maurice Fillonneau
Maurice Fillonneau est un artiste peintre, aquarelliste, né le 19 mai 1930 à Machecoul en Loire-Inférieure et décédé le 18 mars 2000 à Challans en Vendée.

## Biographie
Adolescent, Maurice Fillonneau rencontre Armand Pavageau,, de huit ans son aîné, qui lui prodigue les premiers conseils en peinture. Sa vocation naît, pendant ses séjours réguliers à l'île d'Yeu, auprès des peintres attirés par les lumières de l'île.
Il suit la voie tracée par son père, part étudier le dessin de mode à Paris. Ensuite, il exerce le métier de patronnier dans l'industrie de la confection, à Nantes puis à Paris, il reprend en 1954 le magasin de confection familiale à Challans, à l'angle de la rue Gobin. Chaque jour, tout en dirigeant l'entreprise familiale, il peint. Également investi dans la vie culturelle et associative, il réalise, entre autres travaux graphiques, de nombreuses affiches. En 1989, encouragé par le peintre Joël Dabin,, il cesse son activité commerciale pour se consacrer entièrement à la peinture. Appréciées par le public et remarquées par les critiques, ses aquarelles « mouillées » s'exposent et le font reconnaître en France et à l'étranger.
Il est par ailleurs le directeur artistique très impliqué dans la conception et la construction de la crèche monumentale réalisée pendant plusieurs années de suite, de 1971 à 1977, dans l'église Notre-Dame de Challans, par une centaine de bénévoles sous l'impulsion du curé de la paroisse, Gilles Désamy. Selon le site web officiel de Maurice Fillonneau, cette crèche de Noël, composée de nombreux tableaux avec des sujets humains ou animaliers grandeur nature, est considérée alors comme la plus grande d'Europe et attire jusqu'à 500 000 spectateurs fin 1976, début 1977.

## L'œuvre
Si ses aquarelles lui apportent la reconnaissance, la peinture à l'huile, au pinceau, au couteau, lui est familière. Pour l'exécution de minutieuses natures mortes, il utilise le pastel, « retrouvant les lumineux clairs-obscurs des petits maîtres flamands ». Toujours en recherche, il expérimente la fresque, la gravure, la céramique, la sculpture.
Maurice Fillonneau, dans ses thèmes, invite à partager son aimable contemplation du monde, une terrasse de restaurant, une rue, des cyclistes, un marché, un paysage pluvieux. Source d'inspiration, ses voyages au Maroc, en Espagne, en Thaïlande, aux États-Unis. Ému par le mouvement, il tente de saisir la vitesse et sa vibration dans ses représentations de courses hippiques, de régates et de golfeurs en action. Sa peinture devient gestuelle et ses figures de musiciens se diluent dans la fougue du pinceau.

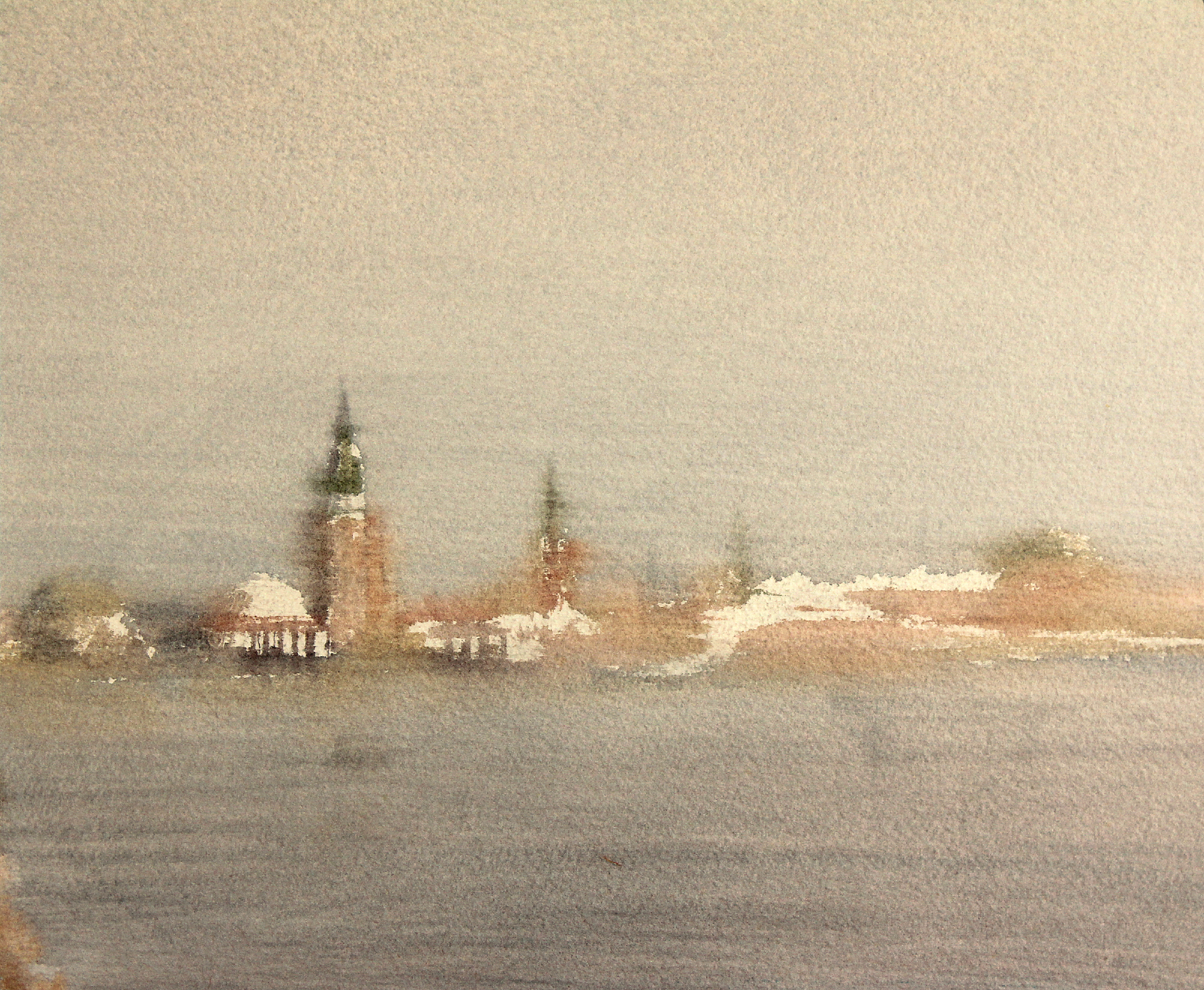
Venise dans la brume, aquarelle.
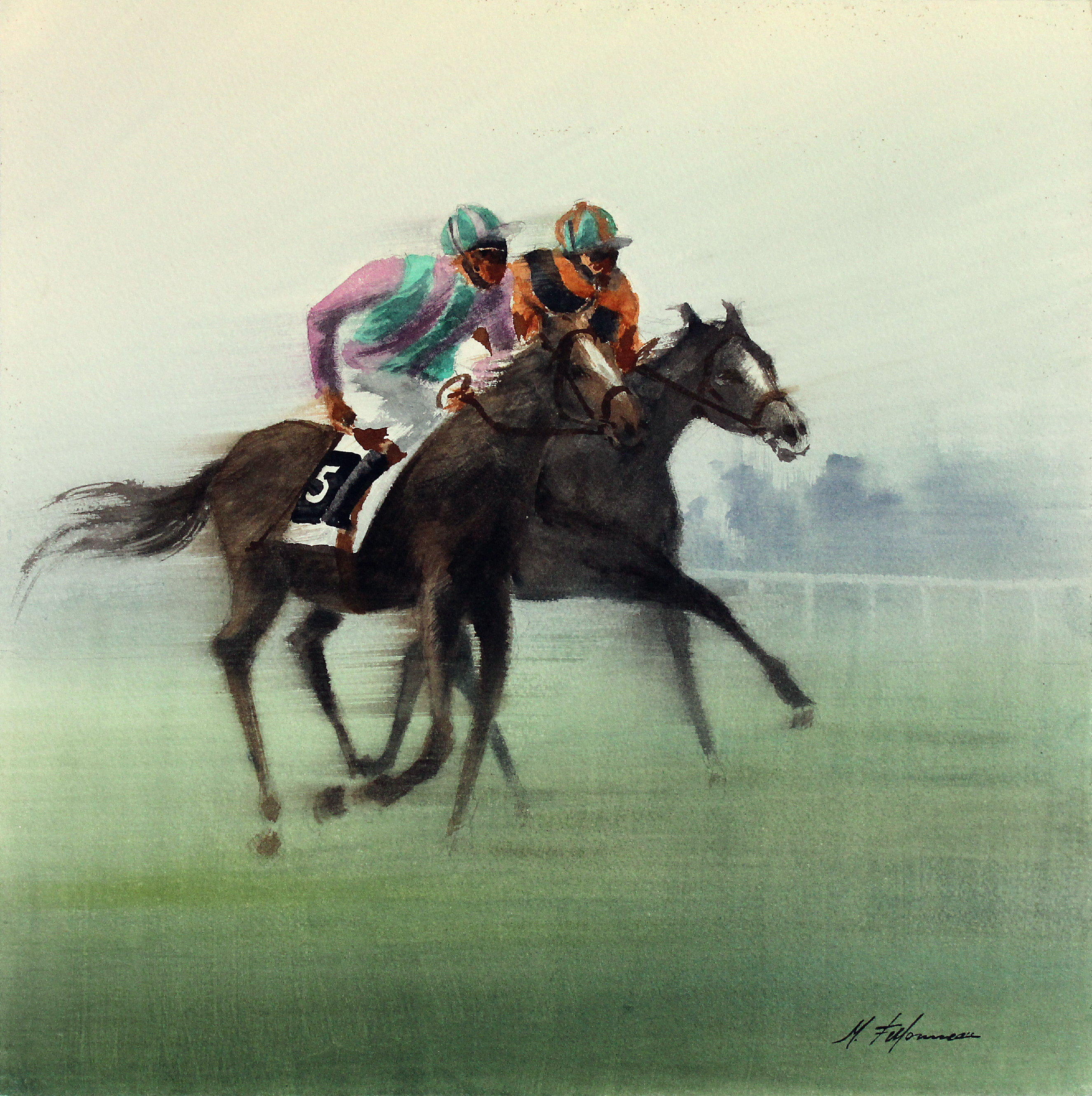
Prix de Diane, aquarelle.
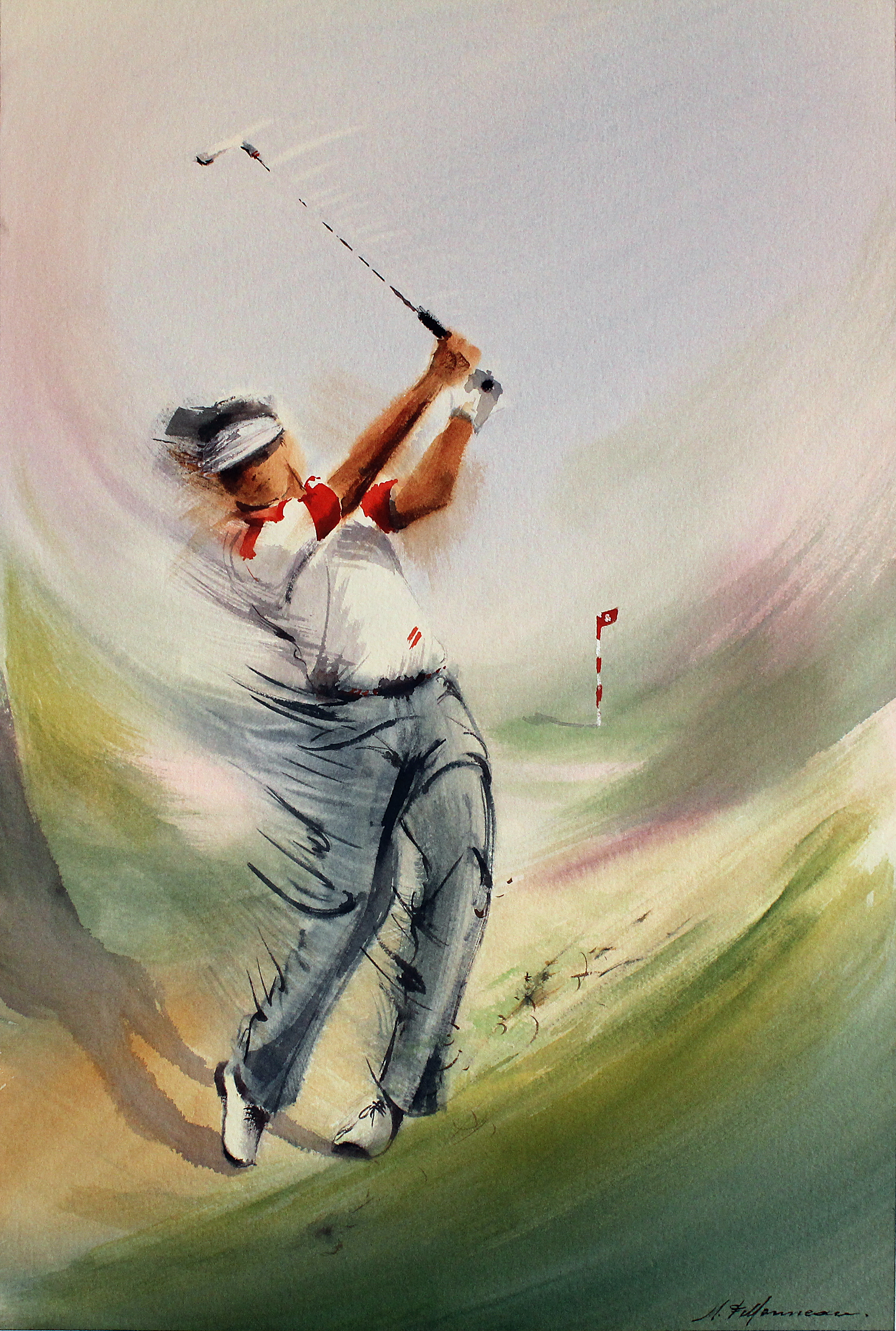
La casquette bleue, aquarelle.
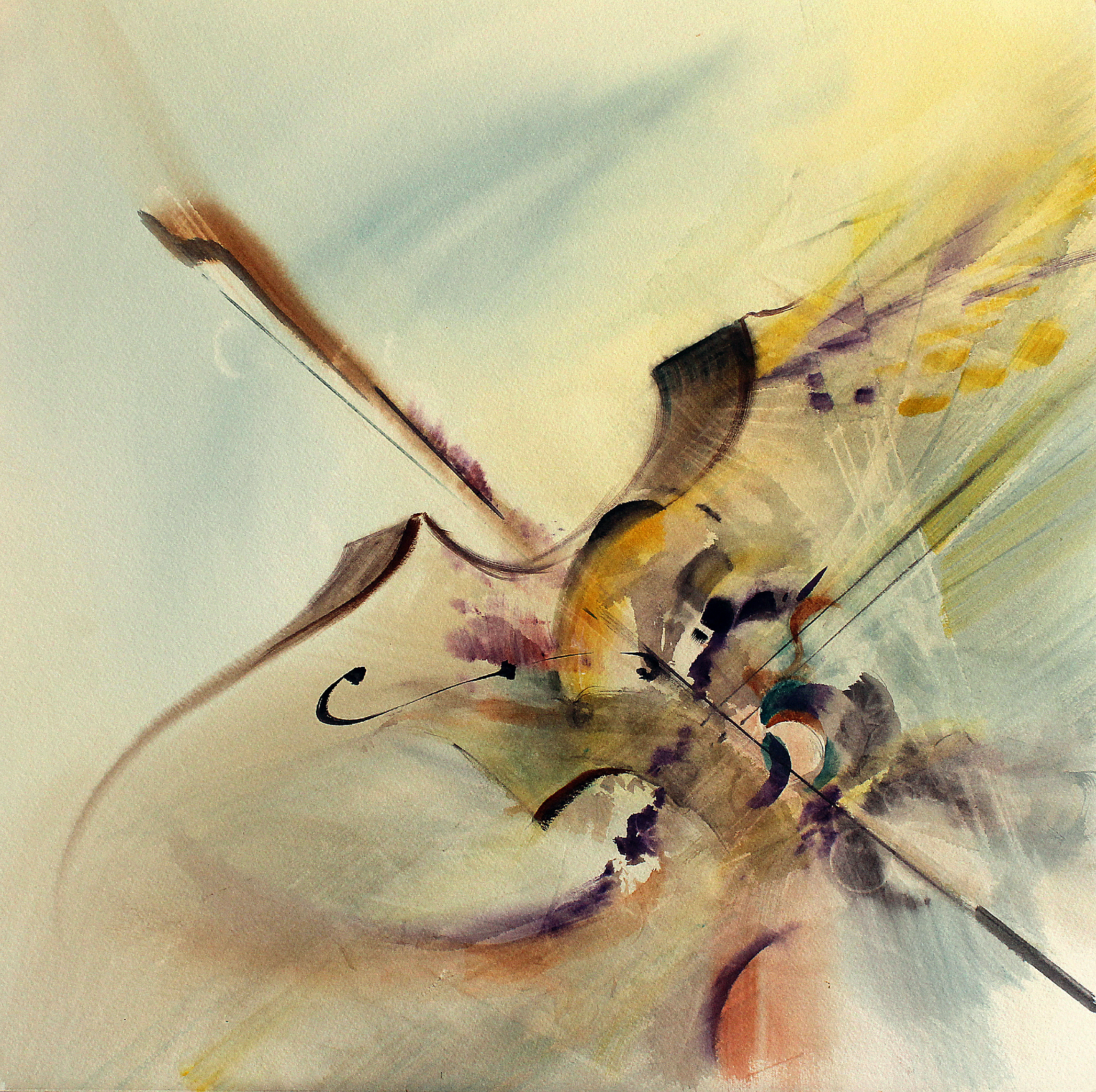
Résonances, aquarelle.
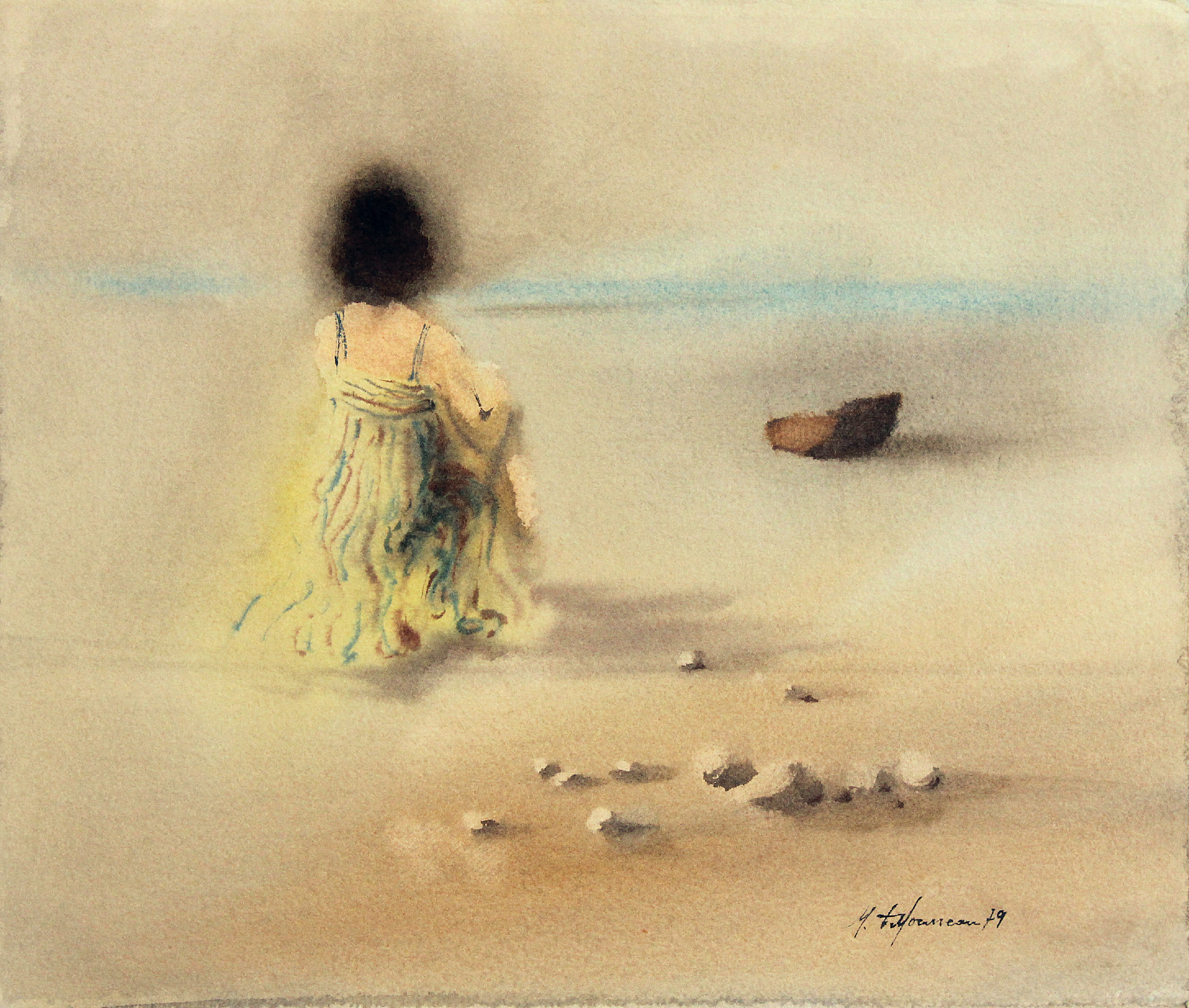
Contemplation, aquarelle.

## Expositions
- Hommage à Maurice Fillonneau, Artistes pour l’Espoir, Les Sorinières, 2013 ;
- Rêves et Inspirations, espace Martel, Challans, 2013 ;
- « Poète de l’aquarelle », Odysséa, Saint-Jean-de-Monts, 2012 ;
- Entre ciel et mer, espace Diderot, Challans, 2005 ;
- Sixième salon du Cercle des arts, L’Haÿ-les-Roses, 1995 ;
- Les femmes et la musique, Galerie cadre étoile, Rennes, 1994 ;
- Galerie Damon, Châtellerault, 1993 ;
- Galerie Horizons, La Baule-Escoublac, 1993 ;
- Art Kahn international, Vincennes, 1993 ;
- Galerie Bouscayrol, Pau, 1991 ;
- La galerie d’Art, Paris, 1989 ;
- Galerie Much, Nantes, 1989 ;
- Bagatelle, Aix-la-Chapelle, 1988 ;
- Lac de Grand-Lieu, Passay, 1988 ;
- Galerie H, Knokke-Heist, Belgique, 1985 ;
- Southfield civic center, Michigan, États-Unis d’Amérique, 1985 ;
- L’Ami des arts, Cincinnati, Ohio, États-Unis d’Amérique, 1983 ;
- Landhaus Galerie, Bopfingen, République fédérale d'Allemagne, 1983 ;
- Galerie Présences, Bruxelles, 1983 ;
- Horizons, Versailles, 1982 ;
- Musée de La Roche-sur-Yon, Cinquante ans de peinture en Vendée : hommage au Salon yonnais, 1982 ;
- Galerie Beukenhof, Kluisbergen, Belgique, de 1981 à 1983 ;
- « L’Ami des Lettres », Bordeaux, 1981 et 1982 ;
- Galerie la Gravure, Paris, 1981 ;
- Galerie Swan, Biarritz, 1981 ;
- Galerie la Licorne, La Roche-sur-Yon, 1980 et 1982 ;
- L’Orangerie, Nantes, 1979, 1980, 1982 et 1983.

## Salons
- Salon des artistes français, 1977, 1978 et 1979 ;
- Salon des indépendants, 1979 et 1980 ;
- Salon des arts graphiques d'Osaka, Japon, 1979,1980 et 1982 ;
- Salon du dessin et de la peinture à l'eau, Paris, 1985.

## Prix et titres
- Prix Holbein, Salon des arts graphique d'Osaka, 1979 ;
- Sociétaire du Salon des artistes français, 1979.

## Œuvres graphiques
- Affiche pour la course à la voile du Vendée globe, Les Sables-d'Olonne, 96-97 ;
- Affiches pour la course à pied Les Foulées du Gois, Beauvoir-sur-Mer, 1987-1998.